# Лизунова Рудня
Лизунова Рудня (укр. Лизунова Рудня) — село в Репкинском районе Черниговской области Украины. Население 29 человек. Занимает площадь 0,46 км².
Код КОАТУУ: 7424483305. Почтовый индекс: 15014. Телефонный код: +380 4641.

## Власть
Орган местного самоуправления — Клубовский сельский совет. Почтовый адрес: 15014, Черниговская обл., Репкинский р-н, с. Клубовка, ул. Новая, 2а. Тел.: +380 (4641) 4-11-23; факс: 4-11-23.